# Precious (album d'Hikaru Utada)
Pour les articles homonymes, voir Precious.
Albums par U3
Star
(1993)
Albums par Hikaru Utada
First Love
(1999)
Singles

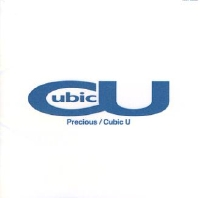

Precious est un  album attribué à Cubic U, pseudonyme de Hikaru Utada, sorti le 28 janvier 1998.

## Présentation
C'est le premier album en solo de Hikaru Utada, et le seul sorti sous l'alias "Cubic U". 
La chanteuse avait déjà participé enfant en 1993 à l'album de ses parents, Star, attribué à U3. Elle écrit elle-même en anglais les chansons de l'album Precious en 1996, alors âgée de treize ans, et les enregistre au studio de Sony Music à New York. Le 28 janvier 1997, elle sort un premier maxi-single en solo sous le pseudonyme Cubic U, Close to You, une reprise de la chanson (They Long to Be) Close to You popularisée par The Carpenters en 1970, où figurent aussi trois de ses propres chansons destinées à figurer sur l'album (Take A Little While, Ticket 4 Two, Precious Love). Les ventes sont discrètes, et la sortie de l'album aux États-Unis cette année-là est annulée. 
L'album sort finalement au Japon le 28 janvier 1998 sous le label EMI Music Japan, édité à un faible nombre d'exemplaires ; des exemplaires promotionnels contenant un titre supplémentaire (Here and There and Back Again) sortent également aux États-Unis. Les ventes sont alors faibles, mais la carrière de la chanteuse explose au Japon en fin d'année avec ses premières sorties sous son vrai nom. L'album est donc ré-édité le 31 mars 1999 dans la foulée du triomphe de son album First Love, et atteint cette fois la 4e place du classement des ventes de l'Oricon, restant classé 17 semaines pour un total de 702 060 exemplaires vendus.

## Liste des titres
| 1.  | My Little Lover Boy        | Cubic U, Charlene Harrison                   | 4:31 |
| 2.  | Lullaby                    | Cubic U, Charlene Harrison                   | 4:40 |
| 3.  | How Ya Doin'               | Cubic U, Michael C.Warner, Charlene Harrison | 3:06 |
| 4.  | I Don't Love You           | Cubic U, Charlene Harrison                   | 4:49 |
| 5.  | Promise                    | Cubic U, Michael C.Warner, Charlene Harrison | 5:24 |
| 6.  | Ticket 4 Two               | Cubic U, Charlene Harrison                   | 5:26 |
| 7.  | Take A Little While        | Cubic U, Michael C.Warner, Charlene Harrison | 3:53 |
| 8.  | 100 Reasons Why            | Cubic U, Michael C.Warner                    | 4:34 |
| 9.  | Work Things Out            | Cubic U, Charlene Harrison                   | 4:34 |
| 10. | Close To You               | Hal David, Burt Bacharach                    | 4:42 |
| 11. | Precious Love              | Cubic U, Charlene Harrison                   | 5:24 |
| 12. | How Ya Doin' (Rap Version) | Cubic U, Michael C.Warner, Charlene Harrison | 3:46 |

| 1.  | My Little Lover Boy           | Cubic U, Charlene Harrison                   | 4:31 |
| 2.  | Lullaby                       | Cubic U, Charlene Harrison                   | 4:40 |
| 3.  | How Ya Doin'                  | Cubic U, Michael C.Warner, Charlene Harrison | 3:06 |
| 4.  | I Don't Love You              | Cubic U, Charlene Harrison                   | 4:49 |
| 5.  | Here and There and Back Again | ?                                            | ?    |
| 6.  | Promise                       | Cubic U, Michael C.Warner, Charlene Harrison | 5:24 |
| 7.  | Ticket 4 Two                  | Cubic U, Charlene Harrison                   | 5:26 |
| 8.  | Take A Little While           | Cubic U, Michael C.Warner, Charlene Harrison | 3:53 |
| 9.  | 100 Reasons Why               | Cubic U, Michael C.Warner                    | 4:34 |
| 10. | Work Things Out               | Cubic U, Charlene Harrison                   | 4:34 |
| 11. | Close To You                  | Hal David, Burt Bacharach                    | 4:42 |
| 12. | Precious Love                 | Cubic U, Charlene Harrison                   | 5:24 |
| 13. | How Ya Doin' (Rap Version)    | Cubic U, Michael C.Warner, Charlene Harrison | 3:46 |

| 1. | Close To You        | Hal David, Burt Bacharach                    | 4:42 |
| 2. | Take A Little While | Cubic U, Michael C.Warner, Charlene Harrison | 3:53 |
| 3. | Ticket 4 Two        | Cubic U, Charlene Harrison                   | 5:26 |
| 4. | Precious Love       | Cubic U, Charlene Harrison                   | 5:24 |